# San Gerardo (Piedimonte Etneo)
San Gerardo (San Giraddu in siciliano) è una frazione del comune di Piedimonte Etneo, nella Città metropolitana di Catania, situata a 515 metri s.l.m. Si trova appena fuori dal centro del capoluogo comunale.

## Storia
La borgata di San Gerardo si chiamava anticamente Millicucco per la presenza di un grande bagolaro dell'Etna, che un violento temporale fece cadere nei primi anni '50.

## Monumenti e luoghi d'interesse

### Architetture religiose

#### Santuario di San Gerardo
Il culto di San Gerardo Maiella iniziò nel 1923 ad opera di una donna del luogo, la signora Menica Mazza che abitava in un'umile casetta di campagna in quella contrada. Molto devota al Sacro Cuore di Gesù, era purtroppo molto cagionevole a causa di continue emorragie che la portavano ad abortire i figli che portava in grembo. Dopo qualche tempo venne alla luce il suo tanto atteso bambino che chiamò Angioletto, il quale però soffriva di febbri continue. Una mattina, mentre Menica spazzava la casa, trovò a terra un'immagine con un giovane santo raffigurato. Era San Gerardo Maiella. Menica e tutto il vicinato non capirono come mai un santo non del luogo, fosse andato a finire proprio in quella casa di campagna. Menica fece un voto, pregando quel giovane santo di guarire la sua salute e quella del suo figlioletto. Si gridò presto al miracolo. Menica, che non apparteneva a famiglia agiata e ricca, iniziò a fare una raccolta di fondi a Piedimonte ed in giro per i paesi viciniori. In breve tempo si diffuse la notizia del santo miracoloso e qualche anno dopo (1928) veniva consacrata la prima ed umile chiesetta di campagna in onore di San Gerardo. Quelle terre cambiarono nome. Ogni 16 del mese (16 ottobre San Gerardo), folle di pellegrini andavano a piedi in quella chiesa che oggi è Santuario. L'immaginetta originale di San Gerardo, è custodita in una teca e posta durante i giorni di festa, presso l'altare del sacramento. Visto il crescente numero dei devoti, nel 1931 si iniziarono i lavori per l'elevazione di un nuovo tempio. Nel 1941 la nuova chiesa fu aperta al culto e venne dedicata al Sacro Cuore di Gesù e a San Gerardo. Il 16 giugno del 2000 la chiesa è stata elevata a santuario.